# Etnomedicin
Etnomedicin är ett område som studerar hälsovård, sjukdom, hälsa och behandling, hos olika etniciteter och folkgrupper.